# 田村春吉

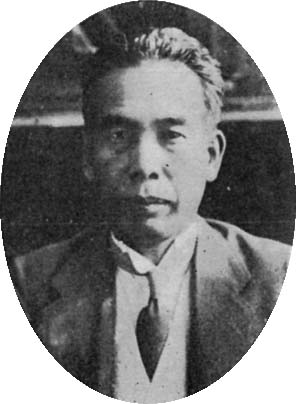
田村春吉

田村 春吉（たむら はるきち、1883年（明治16年）4月28日 - 1949年（昭和24年）5月17日）は、日本の医学者。名古屋帝国大学・名古屋大学総長。

## 経歴
東京府出身。府立一中、第一高等学校を経て、1910年（明治43年）に東京帝国大学医科大学を卒業。同大学副手、助手を経て、1916年（大正5年）に愛知県立医学専門学校教授に就任し、愛知県立病院皮膚科部長を兼ねた。1918年（大正7年）、医学博士の学位を得た。1919年（大正8年）より皮膚科学研究のためスイスに留学し、チューリッヒ大学で学んだ。1923年（大正12年）に帰国し、医学専門学校の大学昇格に伴って県立愛知医科大学教授となり、1926年（大正15年）には同附属病院院長となった。1931年（昭和6年）に大学の官立移管に伴って名古屋医科大学教授となり、翌年には学長に就任した。1939年（昭和14年）、名古屋医科大学が名古屋帝国大学に改組されると教授・医学部長を務めた。戦後に総長に就任した。